# Гайкота (район)
Гайкота — район зоби (провінції) Гаш-Барка, у Еритреї. Столиця — місто Гайкота.